# お兄ちゃんのことが好きすぎてにゃんにゃんしたいブラコン妹だけど素直になれないの
『お兄ちゃんのことが好きすぎてにゃんにゃんしたいブラコン妹だけど素直になれないの』（おにいちゃんのことがすきすぎてにゃんにゃんしたいブラコンいもうとだけどすなおになれないの）は、オオハマイコによる日本の漫画。『ヤングエース』（KADOKAWA）において、2013年5月号から2014年2月号まで連載された。第7回角川漫画新人大賞入選、ヤングエース特別賞受賞作品。

## 書誌情報
1. 2013年9月 ISBN 978-4-04-120819-9
2. 2014年3月 ISBN 978-4-04-121038-3